# Irische Fußballnationalmannschaft

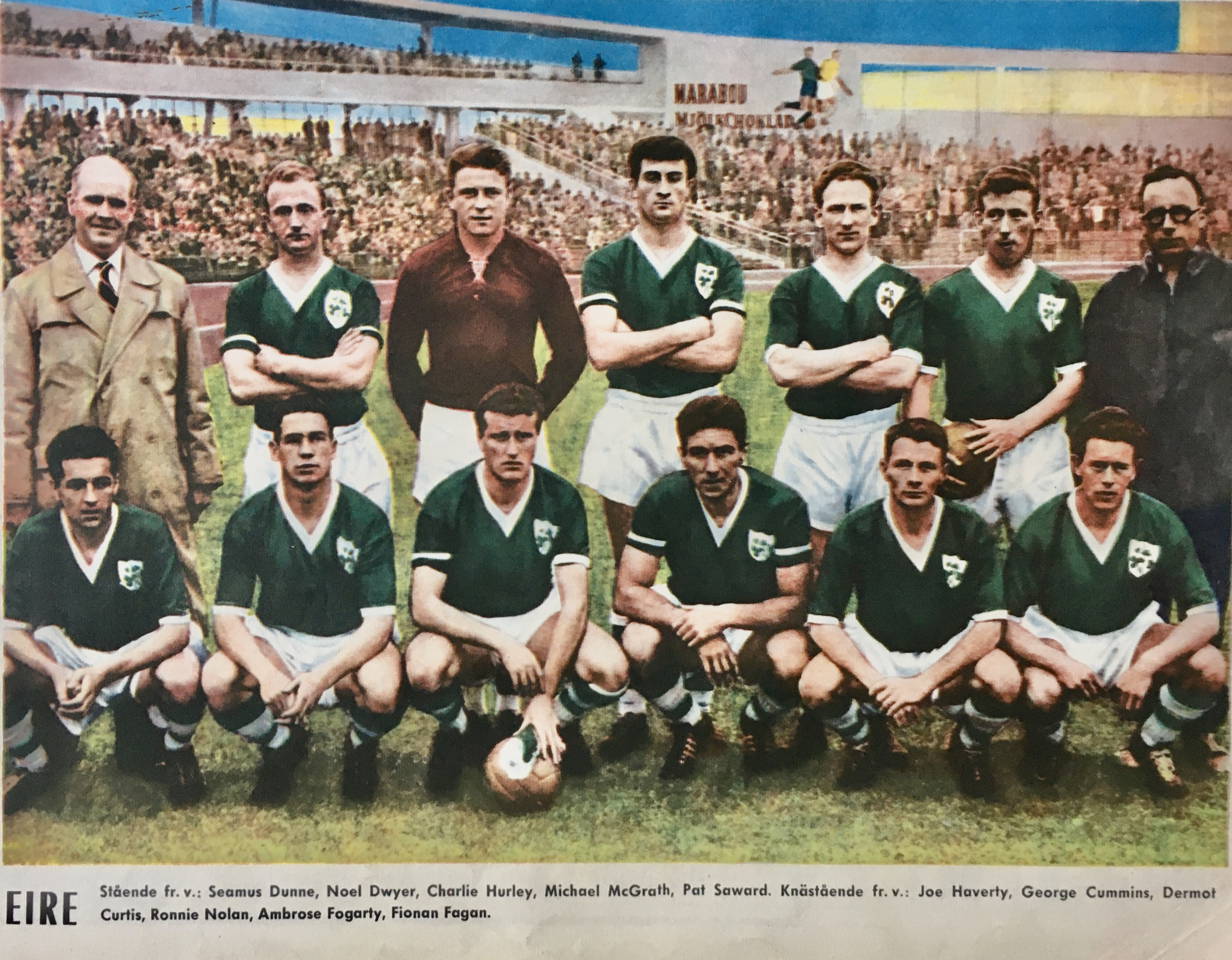
Die irische Fußballnationalmannschaft aus dem Jahre 1960; oben: Seamus Dunne, Noel Dwyer, Charlie Hurley, Michael McGrath, Pat Saward; unten: Joe Haverty, George Cummins, Dermot Curtis, Ronnie Nolan, Ambrose „Amby“ Fogarty und Fionan „Paddy“ Fagan.

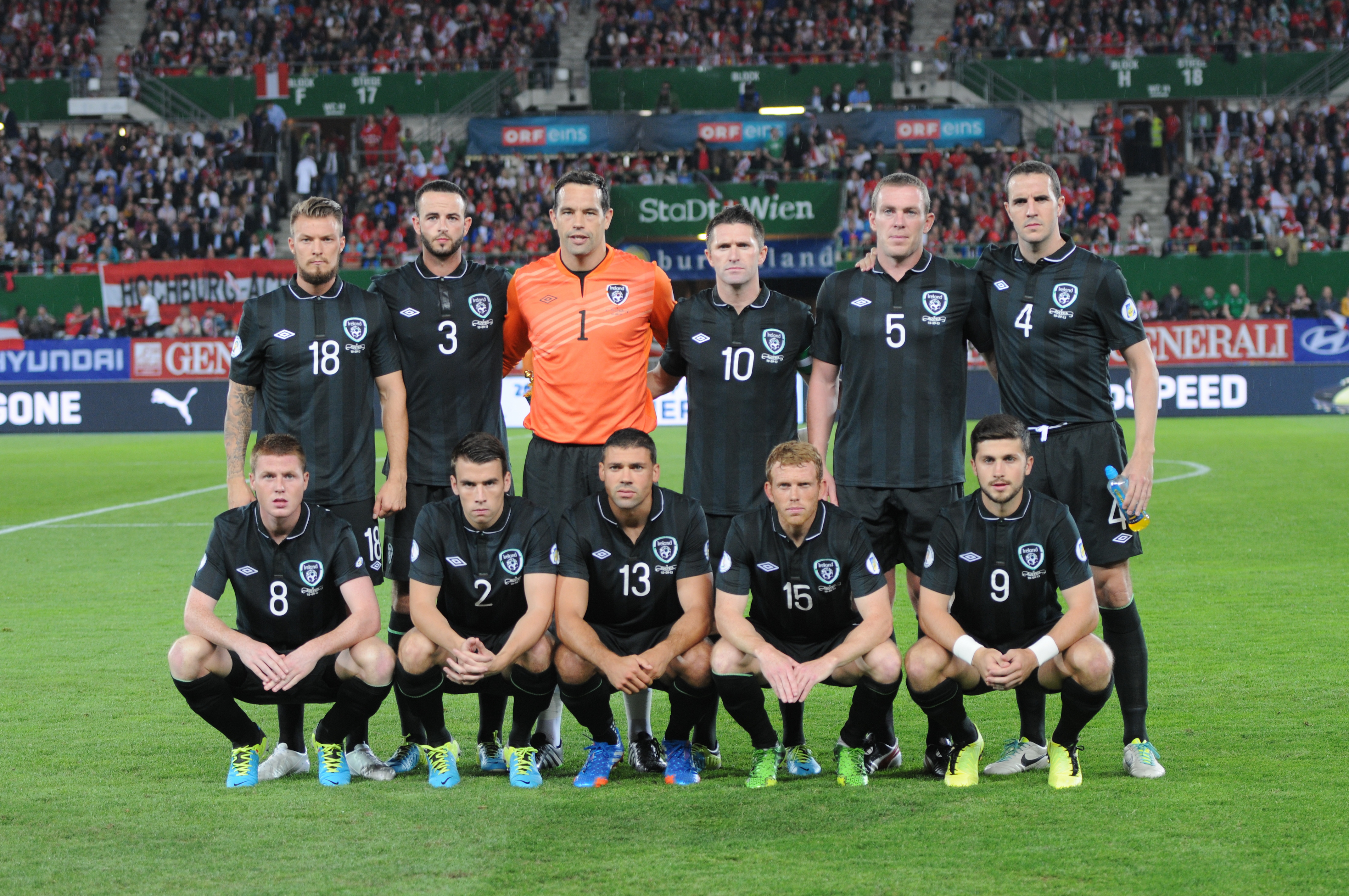
Das Irische Fußballnationalteam (September 2013)

Die irische Fußballnationalmannschaft, offiziell Fußballnationalmannschaft der Republik Irland (englisch Republic of Ireland national football team, irisch Foireann sacair náisiúnta Phoblacht na hÉireann) genannt, repräsentiert im Fußball die Republik Irland, einen Staat auf der gleichnamigen Insel. In den 1980er und 1990er und dann wieder den 2010er Jahren feierte sie ihre größten Erfolge.

## Geschichte
Die Republik Irland wurde 1923 noch als Irischer Freistaat offizielles Mitglied der FIFA.
Von den 1920er Jahren bis in die 1950er Jahre nominierten sowohl der Nordirische Verband, die Irish Football Association (IFA) als auch der Verband des Freistaates, die Football Association of the Irish Free State (FAIFS) bzw. später der Verband der Republik Irland, die Football Association of Ireland (FAIreland), Spieler von der gesamten Insel für die jeweiligen Auswahlmannschaften. So bestritt Jimmy Dunne, der bis 1967 irischer Rekordtorschütze war zwischen 1928 und 1932 sieben Spiele für Nordirland sowie ein Spiel 1930 für den irischen Freistaat, von 1936 bis 1939 dann noch 14 Spiele für den irischen Freistaat und erzielte in dieser Zeit 13 Tore für den irischen Freistaat und vier für Nordirland. Erst Mitte der 1950er Jahre unterband die FIFA diese Praxis.
Unter Kulttrainer Jack Charlton gelang der erste zählbare Erfolg mit der Qualifikation zur Fußball-Europameisterschaft 1988 in Deutschland. Charlton bediente sich dabei einer List. Er hielt nach guten Spielern anderer Nationen Ausschau, die kaum Aussicht auf eine Berufung ins eigene Nationalteam hatten und aufgrund ihrer Abstammung leicht die irische Staatsbürgerschaft erwerben konnten. Viele davon fand er in den Profiligen Englands und Schottlands. Unter anderem kamen mit John Aldridge, Ray Houghton und Ronnie Whelan drei Spieler aus dem legendären Team des FC Liverpool der 80er Jahre. Aus diesem bunten Haufen gelang es ihm, ein funktionierendes Team zu erstellen, das mit dem 1:0-Sieg (Tor durch Houghton) bei der EM in Deutschland gegen den Erzrivalen England einen großen Achtungserfolg erzielte. Nur knapp wurde der Einzug ins Halbfinale verpasst.
Zwei Jahre später erreichte Irland nicht nur die Endrunde der WM 1990 in Italien, sondern schaffte es sogar bis ins Viertelfinale, wo erst der Gastgeber zu stark war. Das ist der bis heute größte Erfolg des Teams überhaupt.
Irland war das einzige Team von den britischen Inseln, das sich für die Fußball-Weltmeisterschaft 1994 in den USA qualifizieren konnte. Unter anderem durch einen Sieg gegen Italien konnte es das Achtelfinale erreichen.
In der Qualifikation zur Fußball-Weltmeisterschaft 2002 in Südkorea und Japan konnte sich Irland sogar auf Kosten der Niederländer durchsetzen und spielte in einer Gruppe zusammen mit Deutschland. Dabei konnte es dem späteren Finalisten ein 1:1-Unentschieden abtrotzen und erzielte durch Robbie Keane auch den einzigen Treffer gegen Oliver Kahn vor dem Endspiel. Im Achtelfinale scheiterten die Iren dann im Elfmeterschießen gegen Spanien.
Bei der Qualifikation zur Fußball-Europameisterschaft 2004 verpasste Irland erst im letzten Gruppenspiel (0:2-Niederlage auswärts gegen die Schweiz) den für die Play-off-Spiele notwendigen zweiten Gruppenrang und rangierte sich hinter der Schweiz und Russland nur als Gruppendritter.
Auch bei der Qualifikation zur Fußball-Weltmeisterschaft 2006 scheiterte Irland letztendlich an der Schweiz. Im letzten entscheidenden Gruppenspiel spielten die beiden Mannschaften in Dublin 0:0-Unentschieden, Irland verpasste somit die erforderlichen Punkte für den zum Play-off-Spiel berechtigten zweiten Gruppenrang. Irland fiel sogar noch hinter Frankreich, der Schweiz und Israel auf den vierten Gruppenrang.
In der Qualifikation zur Fußball-Europameisterschaft 2008 blieb Irland als Gruppendritter letztendlich mit zehn bzw. zwölf Punkten Rückstand auf Deutschland bzw. Tschechien chancenlos.
In der Qualifikation zur Fußball-Weltmeisterschaft 2010 in Südafrika erreichte Irland ungeschlagen, bei vier Siegen und sechs Unentschieden, hinter dem ebenfalls ungeschlagenen Italien den zweiten Gruppenrang und qualifizierte sich somit für die Play-off-Spiele, bei deren Auslosung Frankreich als Gegner zugeteilt wurde. Nachdem Frankreich das Hinspiel in Irland mit 1:0 gewinnen konnte, lagen die Iren im Stade de France nach der regulären Spielzeit mit dem gleichen Resultat in Führung, so dass es zur Verlängerung kam. In der 103. Minute nahm Thierry Henry im Strafraum die Hand zur Hilfe, um zu verhindern, dass der Ball ins Toraus ging, was er unmittelbar nach dem Schlusspfiff selbst zugab. Den anschließenden Pass von Henry konnte William Gallas zum entscheidenden Tor zur WM-Qualifikation Frankreichs verwerten, da es den Iren in der restlichen Spielzeit nicht gelang, noch den Siegtreffer zu erzielen. Irland beantragte bei der FIFA eine Spielwiederholung. Da diese Fehlentscheidung als Tatsachenentscheid gilt, beschloss die FIFA jedoch, auf diesen Antrag nicht einzugehen.
In der Gruppe B zur EM-Qualifikation 2012 belegte die irische Mannschaft mit sechs Siegen bei drei Unentschieden und einer 2:3-Heimniederlage gegen Russland den zweiten Platz hinter den Russen und qualifizierte sich damit für die Play-off-Spiele. Hier war im November 2011 Estland der Gegner. Bereits das Hinspiel im Baltikum konnten die Iren mit 4:0 für sich entscheiden. Im Juni 2012 bekamen sie den Sonderpreis der UEFA für Fairplay, für die frenetische Unterstützung ihrer Fans, trotz der drei Niederlagen bei der Fußball-Europameisterschaft 2012.
In der Qualifikation zur WM 2014 in Brasilien hatte Irland nach acht von zehn Spieltagen nur noch theoretische Chancen sich zu qualifizieren, was den irischen Verband im September 2013 zur Entlassung von Cheftrainer Giovanni Trapattoni veranlasste. Am Ende lag Irland in Gruppe C auf Platz 4, hinter Österreich, Schweden und Deutschland.
Mit dem neuen, nordirischen Trainer Martin O’Neill, gelang die Qualifikation für die Fußball-EM 2016. In Gruppe D landete man auf Platz 3, was zur Teilnahme an den Play-offs berechtigte. Gegen Deutschland, auf das man wieder in der Qualifikation traf, konnte die Mannschaft im Hinspiel ein 1:1 in Gelsenkirchen erreichen, das Rückspiel konnte man sogar mit 1:0 gegen den amtierenden Weltmeister gewinnen. In den Play-offs traf Irland auf Bosnien-Herzegowina, was mit 1:1 und 2:0 geschlagen wurde, womit sich Irland zum zweiten Mal in Folge für die EM qualifizierte. In der Endrunde landete Irland in der Gruppe E nach einem 1:1 gegen Schweden, einem 0:3 gegen Belgien und einem 1:0 gegen Italien mit vier Punkten auf Platz 3, was dank des neuen Turnierformats für die Teilnahme am Achtelfinale berechtigte. Dort schied man aber mit 1:2 gegen Gastgeber Frankreich aus.
In der WM-Qualifikation 2018 landete Irland in Gruppe D auf Platz 2, noch vor Wales, Österreich, Georgien und Moldawien, was abermals zur Teilnahme an den Play-offs berechtigte. Dort verlor Irland aber mit 0:0 und 1:5 deutlich gegen Dänemark.
In der Qualifikation zur Fußball-EM 2021 landete Irland nur auf Platz 3 in Gruppe D, hinter Dänemark und der Schweiz. Durch die Platzierung in der neu geschaffenen Nations League qualifizierte Irland sich aber wieder für die Play-offs. Dort schied das Team aber bereits knapp im Elfmeterschießen im Halbfinale gegen die Slowakei aus.

## Irland bei Weltmeisterschaften
Bei Fußball-Weltmeisterschaften war Irland dreimal dabei. Dabei überstand die Mannschaft immer die Gruppenphase. Das beste Abschneiden gab es gleich bei der ersten Teilnahme 1990, als man bis ins Viertelfinale vordrang. In der ewigen WM-Tabelle jedoch wird Irland nur im Mittelfeld geführt.
| Jahr | Gastgeberland     | Teilnahme bis …    | Letzte(r) Gegner | Ergebnis | Trainer       | Bemerkungen und Besonderheiten |
| ---- | ----------------- | ------------------ | ---------------- | -------- | ------------- | --- |
| 1930 | Uruguay           | nicht teilgenommen |                  |          |               | |
| 1934 | Italien           | nicht qualifiziert |                  |          |               | In der Qualifikation an den Niederlanden und Belgien gescheitert |
| 1938 | Frankreich        | nicht qualifiziert |                  |          |               | In der Qualifikation an Norwegen gescheitert |
| 1950 | Brasilien         | nicht qualifiziert |                  |          |               | In der Qualifikation an Schweden gescheitert |
| 1954 | Schweiz           | nicht qualifiziert |                  |          |               | In der Qualifikation an Frankreich gescheitert |
| 1958 | Schweden          | nicht qualifiziert |                  |          |               | In der Qualifikation an England gescheitert |
| 1962 | Chile             | nicht qualifiziert |                  |          |               | In der Qualifikation an der ČSSR gescheitert |
| 1966 | England           | nicht qualifiziert |                  |          |               | In der Qualifikation nach Entscheidungsspiel in Paris an Spanien gescheitert |
| 1970 | Mexiko            | nicht qualifiziert |                  |          |               | In der Qualifikation an der ČSSR gescheitert |
| 1974 | Deutschland       | nicht qualifiziert |                  |          |               | In der Qualifikation an der UdSSR gescheitert |
| 1978 | Argentinien       | nicht qualifiziert |                  |          |               | In der Qualifikation an Frankreich gescheitert |
| 1982 | Spanien           | nicht qualifiziert |                  |          |               | In der Qualifikation an Belgien und Frankreich gescheitert |
| 1986 | Mexiko            | nicht qualifiziert |                  |          |               | In der Qualifikation an Dänemark und der UdSSR gescheitert |
| 1990 | Italien           | Viertelfinale      | Italien          | 8.       | Jack Charlton | Bestes Verbandsergebnis. Nach Unentschieden gegen Niederlande, England und Ägypten per Losentscheid Zweiter in der Vorrunde. Erstes Elfmeterschießen in der Verbandsgeschichte (Sieg gegen Rumänen). |
| 1994 | USA               | Achtelfinale       | Niederlande      | 16.      | Jack Charlton | In der Vorrunde lagen alle Gruppenteilnehmer (Mexico, Italien, Norwegen) Punkt- und Tordifferenzgleich.                                                                                              |
| 1998 | Frankreich        | nicht qualifiziert |                  |          |               | In der Qualifikation an Rumänien gescheitert |
| 2002 | Südkorea/Japan    | Achtelfinale       | Spanien          | 12.      | Mick McCarthy | Niederlage im Elfmeterschießen, nach regulärer Spielzeit und Verlängerung hatte es 1:1 gestanden. |
| 2006 | Deutschland       | nicht qualifiziert |                  |          |               | In der Qualifikation an Frankreich und der Schweiz gescheitert. |
| 2010 | Südafrika         | nicht qualifiziert |                  |          |               | In der Qualifikation in den Play-offs an Frankreich gescheitert. |
| 2014 | Brasilien         | nicht qualifiziert |                  |          |               | In der Qualifikation traf Irland auf Deutschland, die Färöer, Kasachstan, Österreich und Schweden und konnte sich nicht qualifizieren.                                                               |
| 2018 | Russland          | nicht qualifiziert |                  |          |               | In der Qualifikation in den Playoffspielen der Gruppenzweiten an Dänemark gescheitert. |
| 2022 | Katar             | nicht qualifiziert |                  |          |               | In der Qualifikation an Serbien, Portugal und Luxemburg gescheitert. |
| 2026 | Kanada/Mexiko/USA |                    |                  |          |               | Gegner in der Qualifikation sind Dänemark oder Portugal und Armenien sowie Ungarn. |

## Irland bei Europameisterschaften
Irland nahm erst zweimal an der Endrunde zur Europameisterschaft teil und scheiterte dort jeweils in der Gruppenphase. In der ewigen EM-Tabelle reicht das unter 28 geführten Mannschaften nur für Platz 21.
| Jahr | Gastgeberland           | Teilnahme bis …    | Letzte(r) Gegner            | Ergebnis | Trainer             | Bemerkungen und Besonderheiten |
| ---- | ----------------------- | ------------------ | --------------------------- | -------- | ------------------- | --- |
| 1960 | Frankreich              | nicht qualifiziert |                             |          |                     | in der Vorausscheidung am späteren Dritten Tschechoslowakei gescheitert |
| 1964 | Spanien                 | nicht qualifiziert |                             |          |                     | im Viertelfinale am späteren Europameister Spanien gescheitert |
| 1968 | Italien                 | nicht qualifiziert |                             |          |                     | in der Qualifikation erneut an Spanien gescheitert, das sich aber auch nicht für die Endrunde qualifizieren konnte                                                                       |
| 1972 | Belgien                 | nicht qualifiziert |                             |          |                     | in der Qualifikation an Italien gescheitert, das sich auch nicht für die Endrunde qualifizieren konnte                                                                                   |
| 1976 | Jugoslawien             | nicht qualifiziert |                             |          |                     | in der Qualifikation an der UdSSR gescheitert, die sich auch nicht für die Endrunde qualifizieren konnte                                                                                 |
| 1980 | Italien                 | nicht qualifiziert |                             |          |                     | in der Qualifikation an England gescheitert |
| 1984 | Frankreich              | nicht qualifiziert |                             |          |                     | in der Qualifikation am späteren Vizeeuropameister Spanien gescheitert |
| 1988 | BR Deutschland          | Vorrunde           | England, Niederlande, UdSSR | -        | Jack Charlton       | nach einem Sieg gegen England, einem Remis gegen den späteren Vizeeuropameister UdSSR und einer Niederlage gegen den späteren Europameister Niederlande als Gruppendritter ausgeschieden |
| 1992 | Schweden                | nicht qualifiziert |                             |          |                     | in der Qualifikation an England gescheitert |
| 1996 | England                 | nicht qualifiziert |                             |          |                     | in den Relegationsspielen an den Niederlanden gescheitert |
| 2000 | Niederlande und Belgien | nicht qualifiziert |                             |          |                     | in den Relegationsspielen nach zwei Remis an der Türkei aufgrund der Auswärtstorregel gescheitert                                                                                        |
| 2004 | Portugal                | nicht qualifiziert |                             |          |                     | in der Qualifikation an Russland und der Schweiz gescheitert |
| 2008 | Österreich und Schweiz  | nicht qualifiziert |                             |          |                     | in der Qualifikation an Tschechien und dem späteren Vizeeuropameister Deutschland gescheitert                                                                                            |
| 2012 | Polen und Ukraine       | Vorrunde           | Kroatien, Spanien, Italien  | -        | Giovanni Trapattoni | nach Niederlagen gegen Kroatien, Italien sowie Weltmeister und Titelverteidiger Spanien als Gruppenletzter ausgeschieden                                                                 |
| 2016 | Frankreich              | Achtelfinale       | Frankreich                  | -        | Martin O’Neill      | nach einem Remis gegen Schweden, einer Niederlage gegen Belgien und einem Sieg gegen Italien erstmals die Vorrunde überstanden.                                                          |
| 2021 | Europa                  | nicht qualifiziert |                             |          |                     | Über die Nations League für die Play-offs qualifiziert, wo die Mannschaft im Halbfinale im Elfmeterschießen an der Slowakei scheiterte.                                                  |
| 2024 | Deutschland             | nicht qualifiziert |                             |          |                     | In der Qualifikation an Frankreich und der Niederlande gescheitert. |

## UEFA Nations League
- 2018/19: Liga B, 3. Platz mit 2 Remis und 2 Niederlagen
- 2020/21: Liga B, 3. Platz mit 3 Remis und 3 Niederlagen
- 2022/23: Liga B, 3. Platz mit 2 Siegen, 1 Remis und 3 Niederlagen
- 2024/25: Liga B, 3. Platz mit 2 Siegen und 4 Niederlagen, Relegation um den Verbleicb in Liga B gegen Bulgarien gewonnen

## Kader
Die Tabelle nennt die Spieler, die für die Relegations-Spiele gegen Bulgarien im März 2025 nominiert wurden.
| Position   | Name               | Verein                  | Geburts- datum | Einsätze | Tore | Debüt      | Letzter Einsatz |
| ---------- | ------------------ | ----------------------- | -------------- | -------- | ---- | ---------- | --------------- |
| Tor        | Gavin Bazunu       | Standard Lüttich        | 20. Feb. 2002  | 022      | 0    | 27.03.2021 | 26.03.2024      |
| Tor        | Caoimhín Kelleher  | FC Liverpool            | 23. Nov. 1998  | 022      | 0    | 08.06.2021 | 23.03.2025      |
| Tor        | Mark Travers       | FC Middlesbrough        | 18. Mai 1999   | 004      | 0    | 10.09.2019 | 21.11.2023      |
| Abwehr     | James Abankwah     | FC Watford              | 16. Jan. 2004  | 000      | 0    | –          | –               |
| Abwehr     | Robbie Brady       | Preston North End       | 14. Jan. 1992  | 070      | 10   | 11.09.2012 | 23.03.2025      |
| Abwehr     | Nathan Collins     | FC Brentford            | 30. Apr. 2001  | 028      | 02   | 12.10.2021 | 23.03.2025      |
| Abwehr     | Matt Doherty       | Wolverhampton Wanderers | 16. Jan. 1992  | 050      | 03   | 23.03.2018 | 23.03.2025      |
| Abwehr     | Jimmy Dunne        | Queens Park Rangers     | 19. Okt. 1997  | 001      | 0    | 23.03.2025 | 23.03.2025      |
| Abwehr     | Ryan Manning       | FC Southampton          | 14. Juni 1996  | 015      | 0    | 18.11.2020 | 23.03.2025      |
| Abwehr     | Callum O’Dowda     | Cardiff City            | 23. Apr. 1995  | 032      | 01   | 31.05.2016 | 17.11.2024      |
| Abwehr     | Jake O’Brien       | FC Everton              | 15. Mai 2001   | 005      | 0    | 04.06.2024 | 23.03.2025      |
| Abwehr     | Dara O’Shea        | Ipswich Town            | 4. März 1999   | 033      | 0    | 14.10.2020 | 20.03.2025      |
| Mittelfeld | Finn Azaz          | FC Middlesbrough        | 7. Sep. 2000   | 007      | 01   | 26.03.2024 | 23.03.2025      |
| Mittelfeld | Josh Cullen        | FC Burnley              | 7. Apr. 1996   | 042      | 0    | 10.09.2019 | 23.03.2025      |
| Mittelfeld | Jason Knight       | Bristol City            | 13. Feb. 2001  | 037      | 01   | 14.10.2020 | 23.03.2025      |
| Mittelfeld | Will Smallbone     | FC Southampton          | 21. Feb. 2000  | 011      | 0    | 22.03.2023 | 10.09.2024      |
| Mittelfeld | Mark Sykes         | Bristol City            | 4. Aug. 1997   | 007      | 0    | 20.11.2022 | 23.03.2025      |
| Mittelfeld | Jack Taylor        | Ipswich Town            | 23. Juni 1998  | 003      | 0    | 13.10.2024 | 23.03.2025      |
| Angriff    | Sinclair Armstrong | Bristol City            | 22. Juni 2003  | 001      | 0    | 10.09.2023 | 10.09.2023      |
| Angriff    | Evan Ferguson      | West Ham United         | 19. Okt. 2004  | 020      | 045  | 17.11.2022 | 23.03.2025      |
| Angriff    | Adam Idah          | Celtic Glasgow          | 11. Feb. 2001  | 030      | 05   | 03.09.2020 | 23.03.2025      |
| Angriff    | Michael Johnston   | West Bromwich Albion    | 19. Apr. 1999  | 015      | 02   | 22.03.2023 | 23.03.2025      |
| Angriff    | Troy Parrott       | AZ Alkmaar              | 1. Mai 1994    | 028      | 05   | 14.11.2019 | 23.03.2025      |
| Angriff    | Rocco Vata         | FC Watford              | 18. Apr. 2005  | 001      | 0    | 20.03.2025 | 20.03.2025      |

## Rekordspieler
| Rang | Name           | Einsätze | Tore | Position          | Zeitraum  | WM-Spiele | EM-Spiele | Rekordnationalspieler                                   |
| ---- | -------------- | -------- | ---- | ----------------- | --------- | --------- | --------- | ------------------------------------------------------- |
| 01.  | Robbie Keane   | 146      | 68   | Angriff           | 1998–2016 | 4         | 5         | seit 7. Juni 2013                                       |
| 02.  | Shay Given     | 134      | 0    | Tor               | 1996–2016 | 4         | 3         | 2. März 2010 bis 7. Juni 2013                           |
| 03.  | John O’Shea    | 118      | 3    | Abwehr/Mittelfeld | 2001–2018 | 0         | 6         |                                                         |
| 04.  | Kevin Kilbane  | 110      | 8    | Abwehr/Mittelfeld | 1997–2011 | 4         | 0         | 2. März bis 17. November 2010 (zusammen mit Shay Given) |
| 05.  | James McClean  | 103      | 11   | Mittelfeld        | 2012–2023 | 0         | 0         |                                                         |
| 06.  | Steve Staunton | 102      | 8 1  | Abwehr            | 1988–2002 | 13        | 0         | 6. Juni 2001 bis 2. März 2010                           |
| 07.  | Damien Duff    | 100      | 8    | Mittelfeld        | 1998–2012 | 4         | 3         |                                                         |
| 08.  | Aiden McGeady  | 93       | 5    | Mittelfeld        | 2005–2017 | 0         | 6         |                                                         |
| 09.  | Niall Quinn    | 91       | 21   | Angriff           | 1986–2002 | 7         | 1         |                                                         |
| 09.  | Glenn Whelan   | 91       | 2    | Mittelfeld        | 2008–2019 | 0         | 5         |                                                         |
| 11.  | Tony Cascarino | 88       | 19   | Angriff           | 1985–1999 | 6         | 2         | 1. September 1999 bis 6. Juni 2001                      |
| 11.  | Shane Long     | 88       | 17   | Angriff           | 2007–2021 | 0         | 6         |                                                         |
| 13.  | Paul McGrath   | 83       | 8    | Abwehr/Mittelfeld | 1985–1997 | 9         | 2         | 15. November 1995 bis 1. September 1999                 |
| 14.  | Pat Bonner     | 81       | 0    | Tor               | 1981–1996 | 9         | 3         | 5. Juni 1994 bis 15. November 1995                      |

Stand: Quelle: eu-football.info (23. März 2025)

## Rekordtorschützen
| Rang | Name              | Tore | Einsätze | Quote | Zeitraum        | WM-Tore | EM-Tore | Rekordtorschütze                     |
| ---- | ----------------- | ---- | -------- | ----- | --------------- | ------- | ------- | ------------------------------------ |
| 01.  | Robbie Keane      | 68   | 146      | 0,47  | 1998–2016       | 3       | 0       | seit dem 13. Oktober 2004            |
| 02.  | Niall Quinn       | 21   | 91       | 0,23  | 1986–2002       | 1       | 0       | 6. Oktober 2001 bis 13. Oktober 2004 |
| 03.  | Frank Stapleton   | 20   | 71       | 0,28  | 1976–1990       |         | 0       | 2. Juni 1990 bis 6. Oktober 2001     |
| 04.  | John Aldridge     | 19   | 69       | 0,28  | 1986–1996       | 1       | 0       |                                      |
| 04.  | Tony Cascarino    | 19   | 88       | 0,22  | 1985–1999       | 0       | 0       |                                      |
| 04.  | Don Givens        | 19   | 56       | 0,34  | 1969–1981       |         |         | 26. Mai 1976 bis 2. Juni 1990        |
| 07.  | Shane Long        | 17   | 88       | 0,19  | 2007–2021       |         | 0       |                                      |
| 08.  | Noel Cantwell     | 14   | 36       | 0,39  | 1953–1967       |         |         | 22. Februar 1967 bis 26. Mai 1976    |
| 08.  | Kevin Doyle       | 14   | 63       | 0,22  | 2006–2017       |         | 0       |                                      |
| 08.  | Jonathan Walters  | 14   | 54       | 0,26  | 2010–2018       |         | 0       |                                      |
| 11.  | Gerry Daly        | 13   | 48       | 0,27  | 1973–1986       |         |         |                                      |
|      | Jimmy Dunne       | 13 1 | 15 2     | 0,87  | 1930, 1936–1939 |         |         | 17. Mai 1937 bis 22. Februar 1967    |
| 13.  | Ian Harte         | 11   | 64       | 0,17  | 1996–2007       | 0       |         |                                      |
| 13.  | James McClean     | 11   | 103      | 0,11  | 2012–2023       |         | 0       |                                      |
| 15.  | Robbie Brady      | 10   | 70       | 0,14  | 2012–           | 0       | 2       |                                      |
| 16.  | Callum Robinson 3 | 9    | 38       | 0,24  | 2018–           | 0       |         |                                      |

Anmerkung:

## Weitere bekannte Spieler
- Liam Brady (Nationalspieler 1974–1989; 72 Länderspiele, 9 Tore) – zweifacher italienischer Meister mit Juventus Turin (1981, 1982).
- Lee Carsley (Nationalspieler 1998–2008; 39 Länderspiele, 0 Tore) – ist im Moment Stammspieler.
- Steve Finnan (Nationalspieler 2000–2007; 50 Länderspiele, 2 Tore) – war bei der WM 2002 Stammspieler.
- Ray Houghton (Nationalspieler 1986–1998; 73 Länderspiele, 6 Tore) – war einer der Spieler der erfolgreichen Mannschaft des FC Liverpool in den 1980ern. Mit seinem Kopfballtor zum 1:0 sorgte er für den Sieg gegen England bei der EM 1988.
- Chris Hughton (Nationalspieler 1980–1992; 53 Länderspiele, 1 Tor) – war der erste schwarze Nationalspieler Irlands. Während der Amtszeit Brian Kerrs als irischer Nationaltrainer (2003–2005) war er dessen Co-Trainer.
- Denis Irwin (Nationalspieler 1991–2000; 56 Länderspiele, 4 Tore) – Verteidiger, gehörte zum Team von Manchester United, das 1999 die Champions League gewann.
- Roy Keane (Nationalspieler 1991–2005; 67 Länderspiele, 9 Tore) – lange Zeit der wohl bekannteste Spieler Irlands. 1999 als erster Fußballer Sportler des Jahres in Irland. Wegen seines Zerwürfnisses mit Trainer McCarthy, der 2001 ebenfalls Sportler des Jahres in Irland wurde, nahm er nicht an der WM 2002 teil. Roy Keane beendete 2006 bei Celtic Glasgow seine aktive Karriere. Er war bis 2011 Trainer von Ipswich Town. Ab November 2013 ist er zusammen mit Martin O’Neill Trainer der Nationalmannschaft.
- Mick McCarthy (Nationalspieler 1984–1992; 57 Länderspiele, 2 Tore) – löste 1996 Jack Charlton als Nationaltrainer ab und blieb bis 2003 in diesem Amt.
- David O’Leary (Nationalspieler 1977–1993; 68 Länderspiele, 1 Tor) – war zuletzt Trainer von al-Ahli.
- Ronnie Whelan (Nationalspieler 1981–1995; 53 Länderspiele, 3 Tore) – war ebenfalls Spieler des erfolgreichen Liverpooler Teams der 1980er.

## Trainer

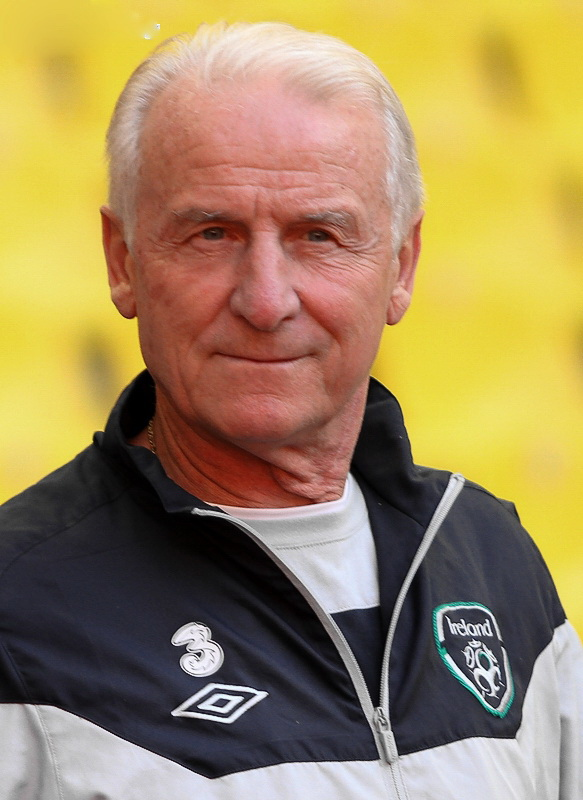
Giovanni Trapattoni, bis 2013 Trainer der Nationalmannschaft

- Alex Stevenson (1953–1955)
- Johnny Carey (1955–1967)
- Mick Meagan (1969–1971)
- Johnny Giles (1973–1980)
- Eoin Hand (1980–1985)
- Jack Charlton (1986–1995)
- Mick McCarthy (1996–2002)
- Don Givens (2002–2003; interim)
- Brian Kerr (2003–2005)
- Steve Staunton (2006–2007)
- Don Givens (2007–2008; interim)
- Giovanni Trapattoni (2008–2013)
- Noel King (2013; interim)
- Martin O’Neill (2013–2018)
- Mick McCarthy (2018–2020)
- Stephen Kenny (2020–2023)
- John O’Shea (2024; interim)
- Heimir Hallgrímsson (seit 2024)

## Länderspiele gegen deutschsprachige Fußballnationalmannschaften

### Länderspiele gegen diedeutsche Fußballnationalmannschaft
(Ergebnisse aus irischer Sicht)
|     | Datum             | Ort            | Ergebnis | Anlass           |
| --- | ----------------- | -------------- | -------- | ---------------- |
| 01. | 8. Mai 1935       | Dortmund       | 1:3      |                  |
| 02. | 17. Oktober 1936  | Dublin         | 5:2      |                  |
| 03. | 23. Mai 1939      | Bremen         | 1:1      |                  |
| 04. | 17. Oktober 1951  | Dublin         | 3:2      |                  |
| 05. | 4. Mai 1953       | Köln           | 0:3      |                  |
| 06. | 28. Mai 1955      | Hamburg        | 1:2      |                  |
| 07. | 25. November 1956 | Dublin         | 3:0      |                  |
| 08. | 11. Mai 1960      | Düsseldorf     | 1:0      |                  |
| 09. | 4. Mai 1966       | Dublin         | 0:4      |                  |
| 10. | 9. Mai 1970       | Berlin         | 1:2      |                  |
| 11. | 22. Mai 1979      | Dublin         | 1:3      |                  |
| 12. | 6. September 1989 | Dublin         | 1:1      |                  |
| 13. | 29. Mai 1994      | Hannover       | 2:0      |                  |
| 14. | 5. Juni 2002      | Ibaraki, Japan | 1:1      | WM-Vorrunde      |
| 15. | 2. September 2006 | Stuttgart      | 0:1      | EM-Qualifikation |
| 16. | 13. Oktober 2007  | Dublin         | 0:0      | EM-Qualifikation |
| 17. | 12. Oktober 2012  | Dublin         | 1:6      | WM-Qualifikation |
| 18. | 11. Oktober 2013  | Köln           | 0:3      | WM-Qualifikation |
| 19. | 14. Oktober 2014  | Gelsenkirchen  | 1:1      | EM-Qualifikation |
| 20. | 8. Oktober 2015   | Dublin         | 1:0      | EM-Qualifikation |

Die irische A-Nationalmannschaft spielte zudem zweimal gegen die deutsche B-Nationalmannschaft:
|     | Datum         | Ort    | Ergebnis | Anlass |
| --- | ------------- | ------ | -------- | ------ |
| 01. | 11. März 1975 | Dublin | 1:0      |        |
| 02. | 21. Mai 1981  | Bremen | 0:3      |        |

### Länderspiele gegen dieliechtensteinische Fussballnationalmannschaft
(Ergebnisse aus irischer Sicht)
|     | Datum            | Ort    | Ergebnis  | Anlass           |
| --- | ---------------- | ------ | --------- | ---------------- |
| 01. | 12. Oktober 1994 | Dublin | 4:0 (3:0) | EM-Qualifikation |
| 02. | 3. Juni 1995     | Eschen | 0:0       | EM-Qualifikation |
| 03. | 31. August 1996  | Eschen | 5:0 (4:0) | WM-Qualifikation |
| 04. | 21. Mai 1997     | Dublin | 5:0 (3:0) | WM-Qualifikation |

### Länderspiele gegen dieluxemburgische Fußballnationalmannschaft
(Ergebnisse aus irischer Sicht)
|     | Datum             | Ort       | Ergebnis  | Anlass           |
| --- | ----------------- | --------- | --------- | ---------------- |
| 01. | 8. Mai 1936       | Luxemburg | 5:1 (1:0) |                  |
| 02. | 28. Oktober 1953  | Dublin    | 4:0 (1:0) | WM-Qualifikation |
| 03. | 7. März 1954      | Luxemburg | 1:0 (0:0) | WM-Qualifikation |
| 04. | 28. Mai 1987      | Luxemburg | 2:0 (1:0) | EM-Qualifikation |
| 05. | 9. September 1987 | Dublin    | 2:1 (1:1) | EM-Qualifikation |

### Länderspiele gegen dieösterreichische Fußballnationalmannschaft
(Ergebnisse aus irischer Sicht)
|     | Datum              | Ort    | Ergebnis | Anlass           |
| --- | ------------------ | ------ | -------- | ---------------- |
| 01. | 7. Mai 1952        | Wien   | 0:6      |                  |
| 02. | 25. März 1953      | Dublin | 4:0      |                  |
| 03. | 14. Mai 1958       | Wien   | 1:3      |                  |
| 04. | 8. April 1962      | Dublin | 2:3      |                  |
| 05. | 25. September 1963 | Wien   | 0:0      | EM-Qualifikation |
| 06. | 13. Oktober 1963   | Dublin | 3:2      | EM-Qualifikation |
| 07. | 22. Mai 1966       | Wien   | 0:1      |                  |
| 08. | 10. November 1968  | Dublin | 2:2      |                  |
| 09. | 30. Mai 1971       | Dublin | 1:4      | EM-Qualifikation |
| 10. | 10. Oktober 1971   | Linz   | 0:6      | EM-Qualifikation |
| 11. | 11. Juni 1995      | Dublin | 1:3      | EM-Qualifikation |
| 12. | 6. September 1995  | Wien   | 1:3      | EM-Qualifikation |
| 13. | 26. März 2013      | Dublin | 2:2      | WM-Qualifikation |
| 14. | 10. September 2013 | Wien   | 0:1      | WM-Qualifikation |
| 15. | 12. November 2016  | Wien   | 1:0      | WM-Qualifikation |
| 16. | 11. Juni 2017      | Dublin | 1:1      | WM-Qualifikation |

### Länderspiele gegen dieSchweizer Fussballnationalmannschaft
(Ergebnisse aus irischer Sicht)
|     | Datum              | Ort    | Ergebnis | Anlass           |
| --- | ------------------ | ------ | -------- | ---------------- |
| 01. | 5. Mai 1935        | Basel  | 0:1      |                  |
| 02. | 17. März 1936      | Dublin | 1:0      |                  |
| 03. | 17. Mai 1937       | Bern   | 1:0      |                  |
| 04. | 18. September 1938 | Dublin | 4:0      |                  |
| 05. | 5. Dezember 1948   | Dublin | 0:1      |                  |
| 06. | 10. Mai 1975       | Dublin | 2:1      | EM-Qualifikation |
| 07. | 21. Mai 1975       | Bern   | 0:1      | EM-Qualifikation |
| 08. | 30. April 1980     | Dublin | 2:0      |                  |
| 09. | 2. Juni 1985       | Dublin | 3:0      | WM-Qualifikation |
| 10. | 11. September 1985 | Bern   | 0:0      | WM-Qualifikation |
| 11. | 25. März 1992      | Dublin | 2:1      |                  |
| 12. | 16. Oktober 2002   | Dublin | 1:2      | EM-Qualifikation |
| 13. | 11. Oktober 2003   | Basel  | 0:2      | EM-Qualifikation |
| 14. | 8. September 2004  | Basel  | 1:1      | WM-Qualifikation |
| 15. | 12. Oktober 2005   | Dublin | 0:0      | WM-Qualifikation |
| 16. | 25. März 2016      | Dublin | 1:0      |                  |
| 17. | 5. September 2019  | Dublin | 1:1      | EM-Qualifikation |
| 18. | 15. Oktober 2019   | Lancy  | 0:2      | EM-Qualifikation |
| 19. | 26. März 2024      | Dublin | 0:1      |                  |